# Tribunato (Francia)
Il Tribunato (in francese Tribunat), insieme al Corpo legislativo ed al Senato conservatore, è stato una delle tre assemblee create dalla Costituzione dell'anno VIII, legge fondamentale del Consolato. Si insediò ufficialmente l’11 nevoso dell’anno VIII (1 gennaio 1800), contemporaneamente al Corpo legislativo. Il suo primo presidente fu lo storico Pierre Daunou, che però a causa del suo spirito indipendente sarà allontanato da Bonaparte nel 1802. Il Tribunato comprendeva parte delle funzioni del Consiglio dei Cinquecento: il suo compito era quello di discutere i progetti legislativi del Consiglio di Stato prima che venissero votati dal Corpo legislativo. Fu abolito nel 1807.

## Modalità di elezione
Come quelli del Corpo legislativo, i membri del Tribunato non erano eletti a suffragio universale diretto. Essi erano nominati dal Senato, sulla base di "liste nazionali di notabili", istituite dopo una serie di votazioni "a cascata": i cittadini eleggevano dei "notabili comunali" che a loro volta designavano dei "notabili dipartimentali” che, infine, votavano i "notabili nazionali". I cento membri del Tribunato erano nominati dal Senato dalla lista dei notabili nazionali. Il presidente del Tribunato era nominato dall'Imperatore fra tre candidati presentati dalla camera..

## Funzioni
Il regime dell'anno VIII fu multicamerale fino al 1807, con due camere coinvolte nel processo legislativo: il Tribunato e il Corpo legislativo. Il Consiglio di Stato e il Senato erano coinvolti nell'adozione della legge solo come assistenti costituzionali o tecnici; dopo la soppressione del Tribunato, la procedura legislativa divenne unicamerale.
La procedura di adozione delle leggi era organizzata sul principio della divisione del lavoro tra il Tribunato, che discuteva i progetti di legge senza votarli, e il Corpo legislativo, che votava i progetti di legge senza discuterli. Questa formula non sembrava anormale all’epoca; Jean-Antoine Chaptal scrisse: 
(Jean-Antoine Chaptal, Mes souvenir sur Napoléon, 1898, p. 218.)
La procedura legislativa si divideva in diverse fasi:
- solo il governo aveva l'iniziativa legislativa, con l'unico obbligo di presentare un testo scritto e suddiviso in articoli[4]. Il Tribunato poteva esprimere un parere sulle leggi o correggere gli abusi, sui miglioramenti da intraprendere in tutte le parti della pubblica amministrazione[5];
- la legge viene discussa e approvata dalle Camere legislative. Il progetto viene presentato al Corpo legislativo che lo trasmette al Tribunato. Dopo la discussione con gli oratori del governo (membri del  Consiglio di stato), il Tribunato propone l'adozione o la bocciatura del testo, senza alcuna possibilità di modificarlo. Solo il governo può modificare o annullare il disegno di legge;
- il Tribunato poi identifica tre relatori che avrebbero difeso le posizioni della camera davanti al Corpo legislativo;
- il Corpo legislativo quindi vota a favore o contro la proposta del Tribunato, e non il testo originario. Se è approvato, il progetto diventa un decreto del Corpo legislativo pronto per essere promulgato come legge;
- il Capo dello Stato promulga la legge entro dieci giorni, a meno che un tribuno o un senatore non ne chiedano il passaggio presso il Senato per accertare la sua costituzionalità.